# Neopentura semifusca
Neopentura semifusca is een steenvlieg uit de familie Gripopterygidae. De wetenschappelijke naam van de soort is voor het eerst geldig gepubliceerd in 1965 door Illies.